# Болдирєва Олена Володимирівна
Олена Володимирівна Болдирєва (нар. 4 лютого 1961, Томськ, РРФСР, СРСР) — російська вчена, хімік, фахівець в галузях хімії твердого тіла, фізики та хімії речовин і матеріалів у екстремальних умовах високих тисків і низьких температур, фотокристалографії, фізичної фармації. Доктор хімічних наук, професор.
Іноземна член Словенської академії наук і мистецтв (від 2017 року). Почесна доктор Единбурзького університету (від 2017 року). Член Європейської академії наук (від 2018 року). Лауреат премії Європейського товариства прикладної фізичної хімії (2007).

## Життєпис
1977 року закінчила Ліцей № 130 імені академіка М. А. Лаврентьєва в Новосибірську з золотою медаллю. 1982 року закінчила Новосибірський державний університет зі спеціалізацією з хімії твердого тіла (кафедра фізичної хімії). Від 1980 до 2018 року працювала в Інституті хімії твердого тіла і механохімії СВ РАН, де пройшла шлях від стажистки-дослідниці до головної наукової співробітниці, якою вона була від 2010 року. Від 2018 року — провідна наукова співробітниця Лабораторії перспективних методів синхротронних досліджень Інституту каталізу ім. Г. К. Борескова СВ РАН. Також від 1982 року викладає в альма-матер — з 2003 року є професоркою, а з 2004 року — керує кафедрою хімії твердого тіла. 1988 року захистила кандидатську дисертацію, а у 2000 році — докторську. Протягом 1995—1998 років була стипендіаткою фонду імені Александра фон Гумбольдта. У 2012—2013 роках входила до Раду при Президенті Російської Федерації з питань науки та освіти. Член Німецького кристалографічного товариства та ін[уточнити]. Від 2008 до 2014 року була членом Виконкому Міжнародного союзу кристалографії. Під керівництвом О. В. Болдирєвої підготовлено 11 кандидатів наук. Переклала російською мовою монографію Жан-Марі Лена «Супрамолекулярна хімія» (Новосибірськ: «Наука», 1999).

## Публікації
О. В. Болдирєва — авторка 7 монографій та понад 300 рецензованих статей. Монографії:
- Boldyreva E. V., Dera P. (Eds.). High-Pressure Crystallography. From Novel Experimental Approaches to Applications in Cutting-Edge Technologies. — Dordrecht, 2010.
- Болдырева Е. В., Захаров Б. А., Ращенко С. В., Сереткин Ю. В., Туманов Н. А. Исследование твердофазных превращений при помощи рентгеновской дифракции в условиях высоких давлений in situ. — Новосибирск : Издательство СО РАН, 2016.